# Franz Josef Felten

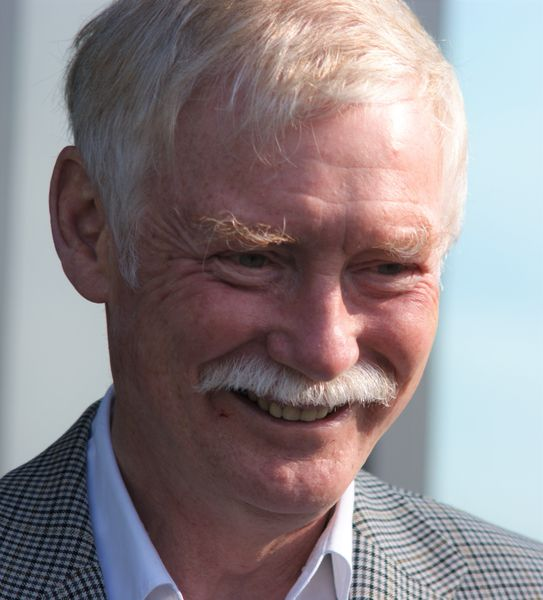
Franz Josef Felten, aufgenommen von Werner Maleczek im Jahr 2015.

Franz Josef Felten (* 10. Juli 1946 in Weiten) ist ein deutscher Historiker.

Franz Josef Felten legte 1966 am Staatlichen Neusprachlichen Gymnasium Saarburg das Abitur ab. Er studierte an den Universitäten Saarbrücken und Paris. Er war Stipendiat der Studienstiftung des deutschen Volkes. Das erste Staatsexamen für das Lehramt an Gymnasien in den Fächern Französisch und Geschichte absolvierte er 1971. Von 1972 bis 1977 war er als wissenschaftlicher Mitarbeiter bei Friedrich Prinz an der Universität des Saarlandes tätig. Dort wurde er 1977 mit der von Prinz angeregten Arbeit Äbte und Laienäbte im Frankenreich. Studie zum Verhältnis von Kirche und Staat im früheren Mittelalter promoviert. Von 1977 bis 1979 war er Referendar und im Schuldienst in Saarbrücken tätig. Nach dem zweiten Staatsexamen 1979 war er Assistent bei Kaspar Elm und Hochschulassistent an der Freien Universität Berlin. 1990 habilitierte sich Felten mit der Arbeit Avignon und Paris. Untersuchungen zum politischen Handlungsspielraum der frühen avignonesischen Päpste in Berlin.
In Essen hatte er 1990/91 eine Lehrstuhlvertretung für mittelalterliche Geschichte inne. Er war als Professor für Mittelalterliche Geschichte in Dresden (1993) und in Halle-Wittenberg (1993–1997) tätig. Von 1997 bis zu seiner Emeritierung lehrte er als Nachfolger von Stefan Weinfurter als Professor an der Universität Mainz. Zu seinen akademischen Schülern gehören unter anderem Christine Kleinjung und Thomas Kohl. Von 2003 bis 2013 war er Vorsitzender des Instituts für Geschichtliche Landeskunde an der Universität Mainz. Seit 2013 ist er Ehrenvorsitzender des Instituts.
Felten war 2004/05 Fellow am Institute for Advanced Study in Princeton. Er hatte 2005 eine Gastprofessur an der École pratique des hautes études inne. Felten war bis 2015 Mitherausgeber des Historischen Jahrbuches. Er gab auch die Reihe Geschichtliche Landeskunde heraus. Felten ist Mitglied des Konstanzer Arbeitskreises für mittelalterliche Geschichte (seit 1999), der Gesellschaft für Rheinische Geschichtskunde, der Hessischen Historischen Kommission Darmstadt, der Historischen Kommission für Nassau, der Kommission für Saarländische Landesgeschichte und zahlreicher weiterer wissenschaftlicher Gesellschaften.
Zu seinen Forschungsschwerpunkten zählen Fragen aus dem Grenzbereich von Politik-, Kirchen- und Sozialgeschichte, die Frauen in der religiösen Bewegung und in den Orden des Mittelalters, die Sozialgeschichte, die Geschlechtergeschichte und das Papsttum in Avignon.

## Schriften (Auswahl)
Monografien
- Äbte und Laienäbte im Frankenreich: Studie zum Verhältnis von Staat und Kirche im früheren Mittelalter (= Monographien zur Geschichte des Mittelalters. Bd. 20). Hiersemann, Stuttgart 1980, ISBN 3-7772-8018-6 (Zugleich: Saarbrücken, Universität, Dissertation, 1976).

Herausgeberschaften
- mit Michael Matheus: Rheinhessen – Identität – Geschichte – Kultur. Vorträge zum 10. Alzeyer Kolloquium des Instituts für Geschichtliche Landeskunde an der Universität Mainz e. V. in Zusammenarbeit mit dem Altertumsverein für Alzey und Umgebung e. V. und der Arbeitsgemeinschaft Rheinhessische Heimatforscher e. V. sowie ergänzende Beiträge zur rheinhessischen Geschichte (= Geschichtliche Landeskunde. Bd. 72). Steiner, Stuttgart 2016, ISBN 978-3-515-11600-8.
- Mittelalterliche Kaufhäuser im europäischen Vergleich (= Mainzer Vorträge. Bd. 18). Steiner, Stuttgart 2015, ISBN 978-3-515-10983-3.
- Preußen und Bayern am Rhein (= Mainzer Vorträge. Bd. 17). Steiner, Stuttgart 2014, ISBN 3-515-10774-6.
- Städte an Mosel und Rhein von der Antike bis nach 1945 (= Mainzer Vorträge. Bd. 16). Steiner, Stuttgart 2013, ISBN 3-515-10456-9.
- mit Harald Müller, Heidrun Ochs: Landschaft(en). Begriffe – Formen – Implikationen. Steiner, Stuttgart 2012, ISBN 978-3-515-08760-5.
- Mainzer (Erz-)Bischöfe in ihrer Zeit (= Mainzer Vorträge. Bd. 12). Steiner, Stuttgart 2008, ISBN 978-3-515-08896-1.
- Städtebünde – Städtetage im Wandel der Geschichte (= Mainzer Vorträge. Bd. 11). Steiner, Stuttgart 2007, ISBN 3-515-08703-6.
- mit Barbara Nichtweiß: Hrabanus Maurus. Gelehrter, Abt von Fulda und Erzbischof von Mainz (= Neues Jahrbuch für das Bistum Mainz. Beiträge zur Zeit- und Kulturgeschichte der Diözese. Jg. 2006). Publikationen Bistum Mainz, Mainz 2006, ISBN 3-934450-26-1.
- mit Stephanie Irrgang, Kurt Wesoly: Ein gefüllter Willkomm. Festschrift für Knut Schulz zum 65. Geburtstag. Shaker-Verlag, Aachen 2002, ISBN 3-8322-0600-0.
- Bonifatius – Apostel der Deutschen. Mission und Christianisierung vom 8. bis ins 20. Jahrhundert (= Mainzer Vorträge. Bd. 9). Steiner, Stuttgart 1995, ISBN 3-515-08519-X.
- mit Nikolas Jaspert: Vita Religiosa im Mittelalter. Festschrift für Kaspar Elm zum 70. Geburtstag (= Ordensstudien. Bd. 13). Duncker & Humblot, Berlin 1999, ISBN 3-428-09965-6.

Aufsatzsammlung
- Vita religiosa sanctimonialium. Norm und Praxis des weiblichen religiösen Lebens vom 6. bis zum 13. Jahrhundert (= Studien und Texte zur Geistes- und Sozialgeschichte des Mittelalters. Bd. 4). Herausgegeben von Christine Kleinjung aus Anlass des 65. Geburtstags von Franz J. Felten. Didymos-Verlag, Korb 2011, ISBN 978-3-939020-24-0 (enthält fünf zwischen 2000 und 2005 veröffentlichte Studien zum weiblichen Ordensleben).